# The Saint (musikalbum)
The Saint är ett soundtrack till filmen med samma namn och släpptes 1997.

## Låtlista
1. Little wonder - David Bowie
2. 6 Underground - Sneaker Pimps
3. Atom bomb - Fluke
4. Before today - Everything but the girl
5. Da Funk - Daft Punk
6. A dream within a dream - Dread Zone
7. In the absence of sun - Duncan Sheik
8. Oil 1 - Moby
9. Out of my mind - Duran Duran
10. Pearl's girl - Underworld
11. Polaroid millenium - Superior
12. Roses fade - Luscious Jackson
13. The saint theme - Orbital
14. Setting sun - Chemical Brothers

(USA-utgåvan hade Dead man walking med i stället för Little wonder)